# Rogério Rosso
Rogério Schumann Rosso (Rio de Janeiro, 30 de agosto de 1968) é um advogado, músico e político brasileiro, filiado ao Progressistas (PP).

## Biografia
Nascido no Rio de Janeiro, mudou-se para Brasília com um ano de idade. É formado em direito pelo Centro Universitário de Brasília UniCEUB, e é especialista em Marketing pela Fundação Getúlio Vargas FGV, e em direito tributário, também pelo UniCEUB. Trabalhou na Caterpillar Inc. e na Mercedes-Benz antes de ser diretor da Fiat em Brasília.
Sua esposa, Karina Curi Rosso, é a filha de Roberto Curi, dono da rede Curinga dos Pneus e de um dos empresários mais ricos de Brasília. Na prestação de contas à Justiça Eleitoral, Rosso declarou ter arrecadado R$ 1,4 milhão, dos quais R$ 1,2 milhão tiveram como origem as empresas de Roberto Curi. É baixista, tecladista e guitarrista. Com o nome artístico R. Schumann, Rosso tem preferência por rock pesado, influenciado por bandas como Bon Jovi, e mantém um estúdio em uma chácara.

## Política
Foi secretário de Desenvolvimento Econômico de Joaquim Roriz, que depois o nomeou administrador regional de Ceilândia. Na sua gestão, criou o Ceilambódromo e o carnaval da cidade foi transferido para lá.
Durante o governo de José Roberto Arruda, foi presidente da Companhia de Planejamento do Distrito Federal (Codeplan), a mesma empresa que Durval Barbosa também presidiu e que está fortemente associada ao esquema do Mensalão do DEM, deflagrado na Operação Caixa de Pandora.
Candidatou-se a deputado federal em 2006, porém, não foi eleito, ficando na primeira suplência, com 51 mil votos.Assumiu e foi efetivado no mandato em 10 de janeiro de 2011.

### Governador
Em 17 de abril de 2010, foi eleito, com 13 votos, governador do Distrito Federal em turno único na eleição indireta promovida pela Câmara Legislativa do Distrito Federal. Foi empossado para o governo provisório em 19 de abril, juntamente com a vice-governadora, Ivelise Longhi.
Rosso e Ivelise foram votados por todos os deputados citados no escândalo da Operação Caixa de Pandora. A chapa de Rosso recebeu os votos dos deputados distritais Aguinaldo de Jesus (PRB), Eurides Brito (MDB), Alírio Neto (PPS), Pedro do Ovo (PRP), Batista das Cooperativas (PRP), Benedito Domingos (PP), Geraldo Naves (sem partido), Benício Tavares (PMDB), Cristiano Araújo (PTB), Dr. Charles (PTB), Rogério Ulysses (sem partido), Roney Nemer (MDB) e Aylton Gomes (PL). Totalizando 13 votos.

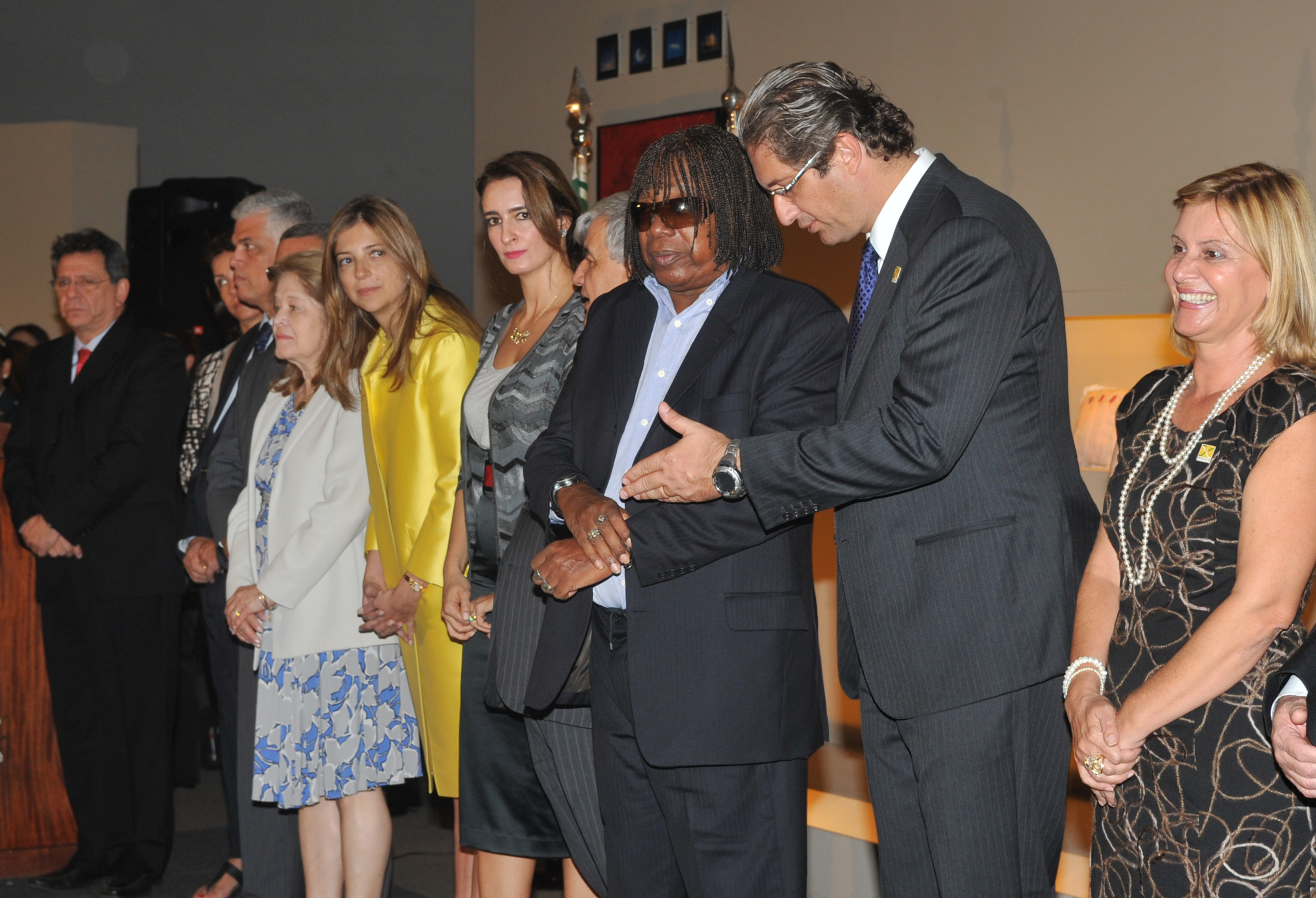
O cantor Milton Nascimento e o então governador do Distrito Federal, Rogério Rosso, conversam durante lançamento do selo e da moeda comemorativos dos 50 anos de Brasília (Valter Campanato/ABr).

O terceiro candidato mais votado, Wilson Lima, governador em exercício à época, recebeu os votos dos distritais ligados a Roriz, Raimundo Ribeiro (PSDB), Jaqueline Roriz (PMN), Milton Barbosa (PSDB) e Paulo Roriz (DEM), muito aquém do esperado. O aspirante do PT, Antônio Ibañez, levou os votos de Eliana Pedrosa (DEM), Chico Leite (PT), Paulo Tadeu (PT), Reguffe (PDT), Érika Kokay (PT) e do presidente interino da Casa, Cabo Patrício (PT). A chapa do PTB, encabeçada pelo advogado Luiz Filipi Coelho não recebeu nenhum voto. O único parlamenter que se absteve de votar foi Raad Massouh (DEM).
Em 11 de fevereiro de 2010 o procurador-geral da República Roberto Gurgel protocolou pedido de intervenção federal no Distrito Federal. A eleição indireta e posse de Rogério Rosso não impediu o processo de prosseguir. No dia 30 de junho de 2010 o pedido foi julgado pelo STF, que decidiu, por 7 votos a 1, contra a intervenção federal no DF.

### Deputado Federal
No dia 14 de julho de 2016, por ocasião da renúncia do deputado Eduardo Cunha à presidência da Câmara dos Deputados, o deputado federal ficou em segundo lugar nos dois turnos, totalizando 170 votos no segundo. Sendo vencido nos dois turnos do pleito por Rodrigo Maia (DEM/RJ).
Na madrugada de 24 de novembro de 2016, participou da reunião parlamentar que alinhou colocar em pauta a emenda para anistiar congressistas que participaram de ações de corrupção.
Foi presidente da comissão especial do impeachment de Dilma Rousseff, em 2016, na Câmara dos Deputados.
Votou a favor da PEC do Teto dos Gastos Públicos. e da Reforma Trabalhista.
Em agosto de 2017 votou pelo arquivamento da denúncia de corrupção passiva do presidente Michel Temer.
Em 2018, candidatou-se a governador do Distrito Federal pelo PSD, ficando em terceiro lugar, com 169.785 votos (11,24%).
Em 2022, se filiou ao Progressistas.
Em 2022, foi candidato a deputado federal, mas não conseguiu ser eleito, tendo recebido 14.210 votos. Em dezembro do mesmo ano, foi nomeado para o cargo de diretor da Agência Reguladora de Águas, Energia e Saneamento Básico do Distrito Federal (Adasa).